# Eurysternum
Eurysternum is een geslacht van uitgestorven schildpadden, dat leefde in het Laat-Jura (tussen Kimmeridgien en Titonien, ongeveer 155,7 - 145,5 miljoen jaar geleden) en de fossiele overblijfselen zijn gevonden in Europa en Zuid-Amerika.

## Naamgeving
De eerste fossielen van Eurysternum werden beschreven in 1839 door Hermann von Meyer op basis van een illustratie gemaakt door de kunstenaar Nicolaus Christian Hohe; de laatste illustreerde een nogal fragmentarisch fossiel uit de Duitse afzettingen van Solnhofen en hoewel het werk een aanzienlijke artistieke waarde had, kon het niet van grote wetenschappelijke waarde zijn. Verder is het oorspronkelijke exemplaar tijdens de Tweede Wereldoorlog vernietigd bij het bombardement op München in 1944. Overigens doet dit alles in genen dele afbreuk aan de geldigheid van de naam. De typesoort Eurysternum wagleri is daarom een van de meest opmerkelijke maar ook raadselachtige schildpadden van de Europese Jura. De geslachtsnaam betekent de "wijdborst". De soortaanduiding eerde de wijlen Johann Georg Wagler.

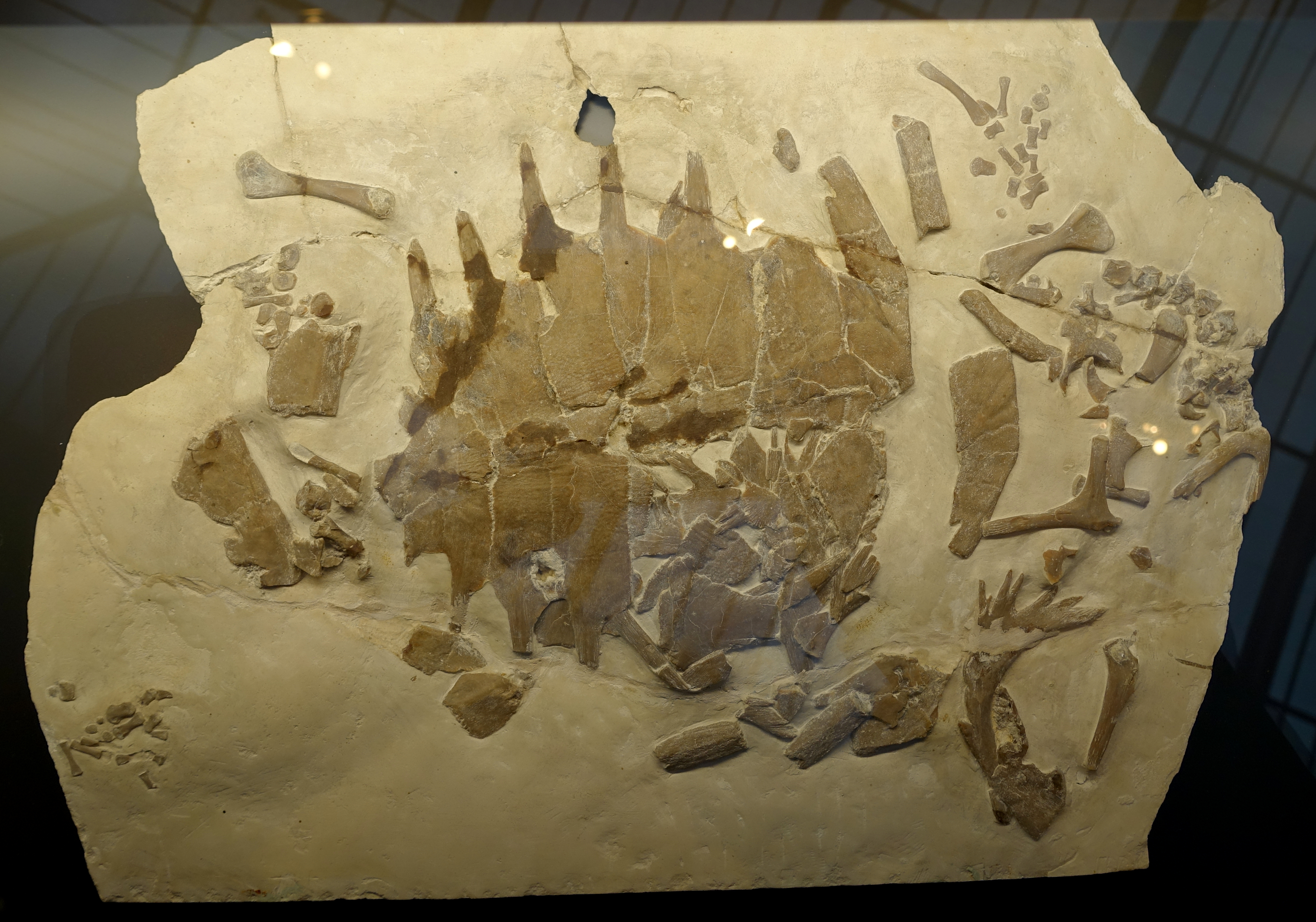
Een afgietsel

Talloze andere exemplaren uit Solnhofen werden later aan deze soort toegeschreven en er ontstond een grote taxonomische verwarring met andere geslachten van schildpadden, waaronder Palaeomedusa, Solnhofia en Aplax. Het laatste, gebaseerd op kleine exemplaren zonder het schild, wordt nog steeds beschouwd als congenerisch met Eurysternum en zou jonge individuen vertegenwoordigen. Acichelys redenbacheri Meyer, 1854 is een jonger synoniem.
Andere soorten uit Europa zoals Eurysternum crassipes uit Duitsland, (=Palaeomedusa testa), Eurysternum radianus Wagner 1861 (= Euryaspis) Eurysternum ignoratum Bram 1965 uit Zwitserland (=  Thalassemys hugii) en Zuid-Amerika (Eurysternum neuquinum uit Argentinië, = Neusticemys) zijn geplaatst in Eurysternum.

## Beschrijving
Eurysternum was matig groot en kon meer dan een halve meter lang worden. Het pantser was erg dun, terwijl de schedel vrij klein was (ongeveer 25 procent van de lengte van het schild). Een matige inkeping in het nekschild  was aanwezig, terwijl het pygale diep ingedeukt was. De wervellichamen waren erg groot en begiftigd met een radiale structuur.

## Fylogenie

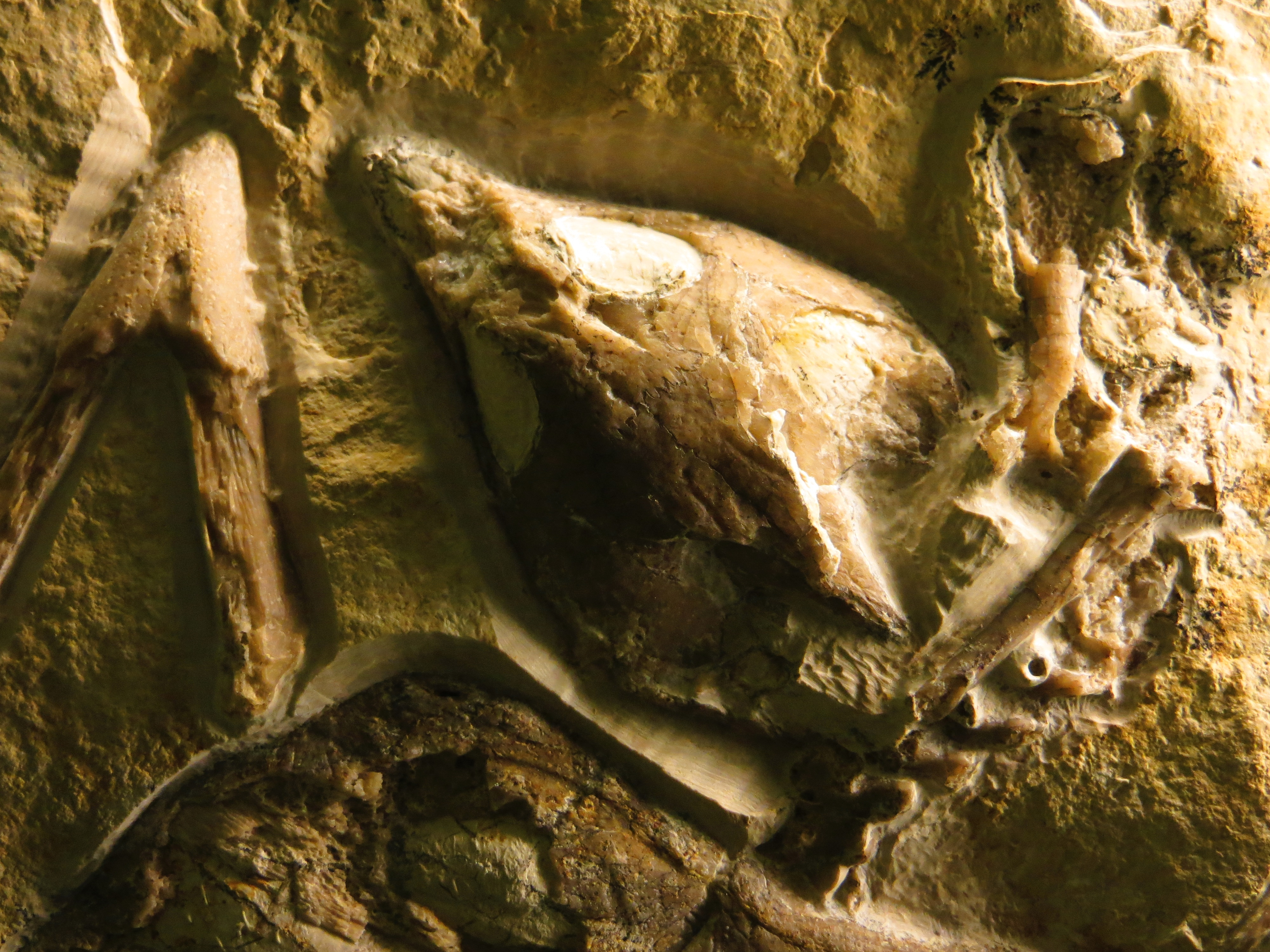
Een vrijgelegde schedel

Eurysternum wordt beschouwd als een basale vertegenwoordiger van de Cryptodira, geplaatst aan de basis van een clade die ook de protostegiden en alle andere meer ontwikkelde cryptodiren zou omvatten.